# Eupithecia cotidiana
Eupithecia cotidiana là một loài bướm đêm trong họ Geometridae.